# Collin Benjamin
Collin Benjamin (Windhoek, 3 agosto 1978) è un allenatore di calcio ed ex calciatore namibiano, di ruolo centrocampista, commissario tecnico della nazionale namibiana.

## Palmarès

### Giocatore

#### Competizioni nazionali
- Coppa di Lega tedesca: 1

Amburgo: 2003

#### Competizioni internazionali
- Coppa Intertoto UEFA: 2

Amburgo: 2005, 2007